# Europaspiele 2023/Teilnehmer (Albanien)
| Gelbes Symbol für Goldmedaillen mit stilisierten Olympischen Ringen | Graues Symbol für Silbermedaillen mit stilisierten Olympischen Ringen | Braundes Symbol für Bronzemedaillen mit stilisierten Olympischen Ringen |
| ------------------------------------------------------------------- | --------------------------------------------------------------------- | ----------------------------------------------------------------------- |
| 2                                                                   | —                                                                     | —                                                                       |

Albanien nahm an den Europaspielen 2023 in Krakau mit 40 (25 Männer, 15 Frauen) Athleten teil.

## Medaillengewinner
| Name/n       | Sportart       | Wettkampf               |
| ------------ | -------------- | ----------------------- |
| Gold         |                |                         |
| Alvin Karaqi | Karate         | Kumite bis 84 kg        |
| Luiza Gega   | Leichtathletik | 3000 m Hindernis Frauen |

## Teilnehmer nach Sportarten

### Boxen
| Athleten     | Wettbewerb | 1. Runde               | 1. Runde | Achtelfinale        | Achtelfinale  | Viertelfinale    | Viertelfinale | Halbfinale    | Halbfinale    | Finale        | Finale        | Rang |
| Athleten     | Wettbewerb | Gegner                 | Ergebnis | Gegner              | Ergebnis      | Gegner           | Ergebnis      | Gegner        | Ergebnis      | Gegner        | Ergebnis      | Rang |
| ------------ | ---------- | ---------------------- | -------- | ------------------- | ------------- | ---------------- | ------------- | ------------- | ------------- | ------------- | ------------- | ---- |
| Männer       |            |                        |          |                     |               |                  |               |               |               |               |               |      |
| Ardit Murja  | 57 kg      | Victor Vacula          | 3:2      | Vasile Usturoi      | 0:5           | ausgeschieden    | ausgeschieden | ausgeschieden | ausgeschieden | ausgeschieden | ausgeschieden | =9   |
| Alban Beqiri | 71 kg      | Dejan Leburic          | 4:1      | Aleksandr Trofimcuk | 4:1           | Nikolai Teteryan | 0:5           | ausgeschieden | ausgeschieden | ausgeschieden | ausgeschieden | =5   |
| Redi Karaj   | 80 kg      | Salvatore Cavallaro    | 0:5      | ausgeschieden       | ausgeschieden | ausgeschieden    | ausgeschieden | ausgeschieden | ausgeschieden | ausgeschieden | ausgeschieden | =17  |
| Gelian Rojku | 92 kg      | Alexander Chris Okafor | 0:5      | ausgeschieden       | ausgeschieden | ausgeschieden    | ausgeschieden | ausgeschieden | ausgeschieden | ausgeschieden | ausgeschieden | =17  |

### Fechten
| Athleten     | Wettbewerb | Vorrunde      | Vorrunde | 1. Runde      | 1. Runde      | 1. Runde      | 1. Runde      | Achtelfinale  | Achtelfinale  | Viertelfinale | Viertelfinale | Halbfinale    | Halbfinale    | Finale        | Finale        | Rang |
| Athleten     | Wettbewerb | Siege/Treffer | Rang     | Gegner        | Ergebnis      | Gegner        | Ergebnis      | Gegner        | Ergebnis      | Gegner        | Ergebnis      | Gegner        | Ergebnis      | Gegner        | Ergebnis      | Rang |
| ------------ | ---------- | ------------- | -------- | ------------- | ------------- | ------------- | ------------- | ------------- | ------------- | ------------- | ------------- | ------------- | ------------- | ------------- | ------------- | ---- |
| Männer       |            |               |          |               |               |               |               |               |               |               |               |               |               |               |               |      |
| Massimo Mari | Degen      | 0/6           | 90       | ausgeschieden | ausgeschieden | ausgeschieden | ausgeschieden | ausgeschieden | ausgeschieden | ausgeschieden | ausgeschieden | ausgeschieden | ausgeschieden | ausgeschieden | ausgeschieden | 90   |

### Karate

#### Kumite
| Athleten     | Wettbewerb       | Gruppenphase               | Gruppenphase | Halbfinale      | Halbfinale | Finale           | Finale   | Rang |
| Athleten     | Wettbewerb       | Punkte                     | Rang         | Gegner          | Ergebnis   | Gegner           | Ergebnis | Rang |
| ------------ | ---------------- | -------------------------- | ------------ | --------------- | ---------- | ---------------- | -------- | ---- |
| Männer       |                  |                            |              |                 |            |                  |          |      |
| Alvin Karaqi | Kumite bis 84 kg | Enes Garibović             | 2:0          | Michele Martina | 3:2        | Brian Timmermans | 3:2      | Gold |
| Alvin Karaqi | Kumite bis 84 kg | Michał Bąbos               | 3:5          | Michele Martina | 3:2        | Brian Timmermans | 3:2      | Gold |
| Alvin Karaqi | Kumite bis 84 kg | Konstantinos Mastrogiannis | 1:0          | Michele Martina | 3:2        | Brian Timmermans | 3:2      | Gold |

### Leichtathletik
| Team     | Wettbewerb  | Wettbewerb | Punkte | Punkte | Punkte | Punkte | Punkte | Punkte | Punkte     | Punkte    | Punkte    | Punkte      | Punkte           | Punkte      | Punkte    | Punkte     | Punkte     | Punkte         | Punkte     | Punkte     | Punkte     | Punkte | Rang |
| Team     | Wettbewerb  | Wettbewerb | 100 m  | 200 m  | 400 m  | 800 m  | 1500 m | 5000 m | 110 m Hü.* | 400 m Hü. | 4 × 100 m | 4 × 400 m** | 3000 m Hindernis | Kugelstoßen | Speerwurf | Hammerwurf | Diskuswurf | Stabhochsprung | Hochsprung | Dreisprung | Weitsprung | Gesamt | Rang |
| -------- | ----------- | ---------- | ------ | ------ | ------ | ------ | ------ | ------ | ---------- | --------- | --------- | ----------- | ---------------- | ----------- | --------- | ---------- | ---------- | -------------- | ---------- | ---------- | ---------- | ------ | ---- |
| Albanien | 3. Division | Männer     | 6      | 12     | 15     | 9      | 0      | 3      | 9          | 6         | 0         | 6           | 7                | 8           | 7         | 13         | 4          | —              | 10         | 11         | 13         | 257    | 9    |
| Albanien | 3. Division | Frauen     | 8      | 5      | 9      | 8      | 11     | 15     | 10         | 9         | 11        | 6           | 15               | —           | —         | —          | —          | —              | 6          | 6          | 5          | 257    | 9    |

* Die Frauen traten über 100 m Hürden, statt 110 m Hürden an.
** Die 4 × 400 m waren ein Mixed-Wettkampf.

#### Einzelresultate
| Wettbewerb       | Männer                                                   | Männer          | Männer      | Männer      | Frauen                                                | Frauen            | Frauen            | Frauen            |
| Wettbewerb       | Athlet                                                   | Ergebnis        | Rang        | Rang Gesamt | Athletin                                              | Ergebnis          | Rang              | Rang Gesamt       |
| ---------------- | -------------------------------------------------------- | --------------- | ----------- | ----------- | ----------------------------------------------------- | ----------------- | ----------------- | ----------------- |
| 100 m            | Julian Vila                                              | 11,21 s SB      | 10          | 42          | Elisa Myrtollari                                      | 12,34 s SB        | 09                | 40                |
| 200 m            | Franko Burraj                                            | 21,19 s NR      | 04          | 24          | Iljana Beqiri                                         | 25,70 s PB        | 11                | 43                |
| 400 m            | Franko Burraj                                            | 46,30 s SB      | 01          | 19          | Iljana Beqiri                                         | 57,60 s =SB       | 07                | 37                |
| 800 m            | Eraldo Qerama                                            | 1:54,19 min SB  | 07          | 38          | Relaksa Dauti                                         | 2:15,21 SB        | 08                | 38                |
| 1500 m           | Bledar Mesi                                              | DNS             | DNS         | DNS         | Redia Dauti                                           | 4:35,72 min SB    | 05                | 34                |
| 5000 m           | Ilir Këllezi                                             | 17:22,79 min SB | 13          | 44          | Luiza Gega                                            | 15:32,39 min SB   | 01                | 05                |
| 110/100 m Hürden | Milen Caco                                               | 15,48 s PB      | 07          | 38          | Melisa Sina                                           | 15,09 s SB        | 06                | 36                |
| 400 m Hürden     | Durjon Idrizaj                                           | 56,33 s PB      | 10          | 38          | Uibi Ahmet                                            | 1:05,28 s SB      | 07                | 37                |
| 3000 m Hindernis | Bledar Mesi                                              | 10:36,99 min SB | 09          | 40          | Luiza Gega                                            | 9:17,31 min CR    | 01                | Gold              |
| 4 × 100 m        | Franko Burraj Muhamet Çangeli Durjon Idrizaj Julian Vila | DNS             | DNS         | DNS         | Paola Shyle Alesia Dauti Joana Bitri Elisa Myrtollari | 48,22 s SB        | 05                | 27                |
| Kugelstoßen      | Azgan Zeka                                               | 14,72 m         | 08          | 40          | keine Athletinnen                                     | keine Athletinnen | keine Athletinnen | keine Athletinnen |
| Speerwurf        | Ingri Nelaj                                              | 48,56 m SB      | 09          | 40          | keine Athletinnen                                     | keine Athletinnen | keine Athletinnen | keine Athletinnen |
| Hammerwurf       | Dorian Çollaku                                           | 57,89 m SB      | 03          | 29          | keine Athletinnen                                     | keine Athletinnen | keine Athletinnen | keine Athletinnen |
| Diskuswurf       | Admir Dizdari                                            | 38,79 m SB      | 12          | 43          | keine Athletinnen                                     | keine Athletinnen | keine Athletinnen | keine Athletinnen |
| Stabhochsprung   | Kein Athlet                                              | Kein Athlet     | Kein Athlet | Kein Athlet | keine Athletinnen                                     | keine Athletinnen | keine Athletinnen | keine Athletinnen |
| Hochsprung       | Milen Caco                                               | 1,75 m =SB      | 06          | 38          | Rexhina Berami                                        | 1,50 m            | 10                | 42                |
| Dreisprung       | Muhamet Çangeli                                          | 15,15 m SB      | 05          | 24          | Joana Goli                                            | 10,95 m SB        | 10                | 40                |
| Weitsprung       | Muhamet Çangeli                                          | 7,36 m SB       | 03          | 25          | Figalia Gjati                                         | 4,95 m SB         | 11                | 44                |

| Wettbewerb | Mixed                                               | Mixed          | Mixed | Mixed       |
| Wettbewerb | Athleten                                            | Ergebnis       | Rang  | Rang Gesamt |
| ---------- | --------------------------------------------------- | -------------- | ----- | ----------- |
| 4 × 400 m  | Stivi Kereku Livja Topi Erkian Manci Zhuljeta Çejku | 3:36,79 min SB | 10    | 42          |

### Padel
| Athleten                      | Wettbewerb | 1. Runde                | 1. Runde | Achtelfinale  | Achtelfinale  | Viertelfinale | Viertelfinale | Halbfinale    | Halbfinale    | Finale        | Finale        | Rang |
| Athleten                      | Wettbewerb | Gegner                  | Ergebnis | Gegner        | Ergebnis      | Gegner        | Ergebnis      | Gegner        | Ergebnis      | Gegner        | Ergebnis      | Rang |
| ----------------------------- | ---------- | ----------------------- | -------- | ------------- | ------------- | ------------- | ------------- | ------------- | ------------- | ------------- | ------------- | ---- |
| Männer                        |            |                         |          |               |               |               |               |               |               |               |               |      |
| Marco Montanaro Fjoralb Curri | Doppel     | Sean Neave Sam McKibbin | 0:2      | ausgeschieden | ausgeschieden | ausgeschieden | ausgeschieden | ausgeschieden | ausgeschieden | ausgeschieden | ausgeschieden | =17  |

### Schießen
| Athleten       | Wettbewerb        | Qualifikation   | Qualifikation | Finale          | Finale        | Rang |
| Athleten       | Wettbewerb        | Ringe/ Scheiben | Rang          | Ringe/ Scheiben | Rang          | Rang |
| -------------- | ----------------- | --------------- | ------------- | --------------- | ------------- | ---- |
| Frauen         |                   |                 |               |                 |               |      |
| Manjola Konini | Sportpistole 25 m | 554             | 35            | ausgeschieden   | ausgeschieden | 35   |

### Taekwondo
| Athleten    | Wettbewerb                | Achtelfinale   | Achtelfinale | Viertelfinale | Viertelfinale | Halbfinale    | Halbfinale    | Finale        | Finale        | Rang |
| Athleten    | Wettbewerb                | Gegner         | Ergebnis     | Gegner        | Ergebnis      | Gegner        | Ergebnis      | Gegner        | Ergebnis      | Rang |
| ----------- | ------------------------- | -------------- | ------------ | ------------- | ------------- | ------------- | ------------- | ------------- | ------------- | ---- |
| Männer      |                           |                |              |               |               |               |               |               |               |      |
| Juirdo Cani | Bantamgewicht (bis 63 kg) | Dennis Baretta | 1:2          | ausgeschieden | ausgeschieden | ausgeschieden | ausgeschieden | ausgeschieden | ausgeschieden | =9   |

### Teqball
| Athleten        | Wettbewerb | Gruppenphase     | Gruppenphase | Viertelfinale | Viertelfinale | Halbfinale    | Halbfinale    | Finale        | Finale        | Rang |
| Athleten        | Wettbewerb | Gegner           | Ergebnis     | Gegner        | Ergebnis      | Gegner        | Ergebnis      | Gegner        | Ergebnis      | Rang |
| --------------- | ---------- | ---------------- | ------------ | ------------- | ------------- | ------------- | ------------- | ------------- | ------------- | ---- |
| Männer          |            |                  |              |               |               |               |               |               |               |      |
| Fransua Shabani | Einzel     | Petr Bubniak     | 0:2          | ausgeschieden | ausgeschieden | ausgeschieden | ausgeschieden | ausgeschieden | ausgeschieden | =9   |
| Fransua Shabani | Einzel     | Bogdan Marojević | 0:2          | ausgeschieden | ausgeschieden | ausgeschieden | ausgeschieden | ausgeschieden | ausgeschieden | =9   |